# Portoscuso
Portoscuso (sardisch Portescusi) ist eine italienische Gemeinde (comune) mit 4792 Einwohnern (Stand 31. Dezember 2023) in der Provinz Sulcis Iglesiente auf Sardinien. Die Gemeinde liegt etwa 13,5 Kilometer nordwestlich von Carbonia und etwa 17,5 Kilometer südwestlich von Iglesias am Parco Geominerario Storico ed Ambientale della Sardegna und am Mittelmeer.

## Verkehr
Vom Hafen Porto Vesme gibt es eine Fährverbindung zur westlich gelegenen Insel San Pietro. Dort wird der Hafen von Carloforte angelaufen.